# می‌دی
مِی‌دِی (به انگلیسی: mayday) کُدواژه‌ای اضطراری است که به‌عنوان سیگنال اضطراری در قواعد گفتاریِ ارتباطات رادیویی در تمام دنیا مورد استفاده است. این پیام زمانی پخش می‌شود که فرماندهِ کشتی یا هواپیما اعتقاد داشته باشد که خطری (مانند آتش‌سوزی، انفجار، یا غرق شدن) کشتی یا هواپیما یا خدمهٔ آن را تهدید می‌کند. اما در بعضی کشور ها سازمان های محلی مانند آتش نشان ها و نیروهای پلیس همچنین از آن استفاده می کنند.
تماس‌های مِی‌دِی مِی‌دِی وضعیتی است که در آن یک وسیلهٔ نقلیه، هواپیما، وسیلهٔ حمل و نقل زمینی یا یک فرد در معرضِ یک خطرِ بزرگِ جانی باشد و نیازمند کمک‌های فوری است.
طبق قرارداد لازم است که در ابتدا ارتباط رادیویی این کلمه سه بار پشت سر هم تکرار شود("می‌دی می‌دی می‌دی") تا واضح باشد و با کلمات دیگر اشتباه گرفته نشود.

## تاریخچه
"می‌دی" در ابتدا توسط فردریک استنلی مک فورد(Frederick Stanley Mockford) به عنوان کد اضطراری در نظر گرفته شد. وی مسئول رادیو فرودگاه کرویدون در انگلستان بود.
از او خواسته شده بود که کدی مشخص کند که به راحتی توسط خلبان ها و خدمه روی زمین فهمیده شود. از آنجایی که بیشتر ترافیک هوایی در آن زمان بین کرویدون و فرودگاه لی بورقت در پاریس بود، او "می‌دی" را در نظر گرفت، این واژه از عبارت فرانسویِ m'aidez" به‌معنی «به من کمک کنید» گرفته شده‌است و ربطی به "May Day" در زبان انگلیسی به‌معنی روز اول ماه مه ندارد.
بعد از آزمایش ها، کد جدید برای ارتباطات رادیوی پروازهای انگلستان در سال 1923(مصادف 1301-1302 خورشیدی) معرفی شد. کد اضطراری قبلی سیگنال کد مورس اس او اس بود، اما امکانش نبود که در مکالمات استفاده شود.
در سال 1927(مصادف با 1305-1306 خورشیدی) اتحادیه بین‌المللی مخابرات واشینگتن "می‌دی" را به کد های اضطراری اضافه کرد.

## تماس های می‌دی
اگر به دلیل در دسترس نبودن رادیو تماس می‌دی نمی تواند گرفته شود ، از کد های اضطراری دیگری هم می توان استفاده کرد. همچنین یک تماس می‌دی می تواند توسط یک کشتی باری برای کشتی دیگری گرفته شود.
طبق دستور العمل اداره هوانوردی فدرال تماس می‌دی برای پرواز های غیرنظامی به اینگونه است. هر قسمتی که بی ربط باشد امکان حذف دارد.
می‌دی می‌دی می‌دی ، (نام ایستگاه مورد نظر) ؛ اسم هواپیما و نوع آن ؛ نوی وضعیت                 
اضطراری؛ آب و هوا؛ قصد خلبان یا درخواست؛ موقعیت و زاویه؛ و یا اگر گم شده اخرین      
موقعیت و زاویه؛ ارتفاع یا سطح پرواز؛ مقدار سوخت باقی مانده به دقیقه؛ تعداد افراد سوار 
بر هواپیما؛ هر اطلاعات به درد بخور دیگری.
برقراری بک تماس می‌دی ساختگی در بیشتر کشور ها جرم است. مجازات می‌تواند جریمه، پرداخت غرامت و یا حبس باشد.